# Région de Moesa
La région de Moesa est une région du canton des Grisons, en Suisse.
Elle remplace depuis le 1er janvier 2016 le district de Moesa, dont elle reprend le périmètre.

## Communes
| Nom                    | N° OFS | Population (décembre 2022) |
| ---------------------- | ------ | -------------------------- |
| Buseno                 | 3804   | +0 00083,                  |
| Calanca                | 3837   | +000217,                   |
| Cama                   | 3831   | +000658,                   |
| Castaneda              | 3805   | +000268,                   |
| Grono                  | 3832   | +001 513,                  |
| Lostallo               | 3821   | +000856,                   |
| Mesocco                | 3822   | +001 365,                  |
| Rossa                  | 3808   | +000158,                   |
| Roveredo               | 3834   | +002 625,                  |
| San Vittore            | 3835   | +000875,                   |
| Soazza                 | 3823   | +000332,                   |
| Santa Maria in Calanca | 3810   | +000121,                   |
| Total                  | Total  | +009 071,                  |